# Rotbüffel
Der Rotbüffel (Syncerus nanus), auch Waldbüffel genannt, ist eine Art aus der Familie der Hornträger. Er stellt den kleinsten Vertreter der afrikanischen Büffel (Syncerus) dar, der etwa nur halb so groß wird wie der bekannte Kaffernbüffel. Sein Verbreitungsgebiet liegt im zentralen und westlichen Afrika, wo er die tropischen Regenwälder der Tiefländer bewohnt. Die Lebensweise des Rotbüffels ist allgemein nur wenig untersucht. Generell sind die Tiere zwar als Waldbewohner anzusehen, die mit einer geringeren Körpergröße und grazileren Hornbildungen Anpassungen an diesen Lebensraum besitzen, doch zeigen sie gleichzeitig eine gewisse Abhängigkeit von offenen Landschaften in direkter Angrenzung an die Wälder. Dies drückt sich unter anderem in der speziellen Ernährungsweise aus, die wie bei den in offenen Landschaften lebenden afrikanischen Büffeln zu einem Großteil auf Gräsern basiert. Der Rotbüffel lebt in gemischten Herden mit vergleichsweise geringer Individuenzahl. Die einzelnen Herden unterhalten jeweils Aktionsräume, die neben Wäldern auch einen gewissen Anteil an offenen Arealen und Feuchtgebieten einschließen. Jedes dieser unterschiedlichen Habitate wird von den Herden je nach Jahreszeit oder Bedürfnis auf verschiedene Weise genutzt. Über die Fortpflanzung liegen kaum Informationen vor. Die Art wurde 1785 wissenschaftlich eingeführt. Das dabei verwendete Typusmaterial diente in den darauffolgenden knapp 80 Jahren zur Aufstellung von zwei weiteren wissenschaftlichen Artnamen des Rotbüffels. Vor allem im Verlauf des 20. Jahrhunderts galt er als Unterart des Kaffernbüffels, aufgrund stark abweichender morphologischer Merkmale wird er seit Beginn des 21. Jahrhunderts als eigenständige Art geführt. Der Gesamtbestand des Rotbüffels ist seit dem Ende der 1990er Jahre stark zurückgegangen.

## Merkmale

### Habitus

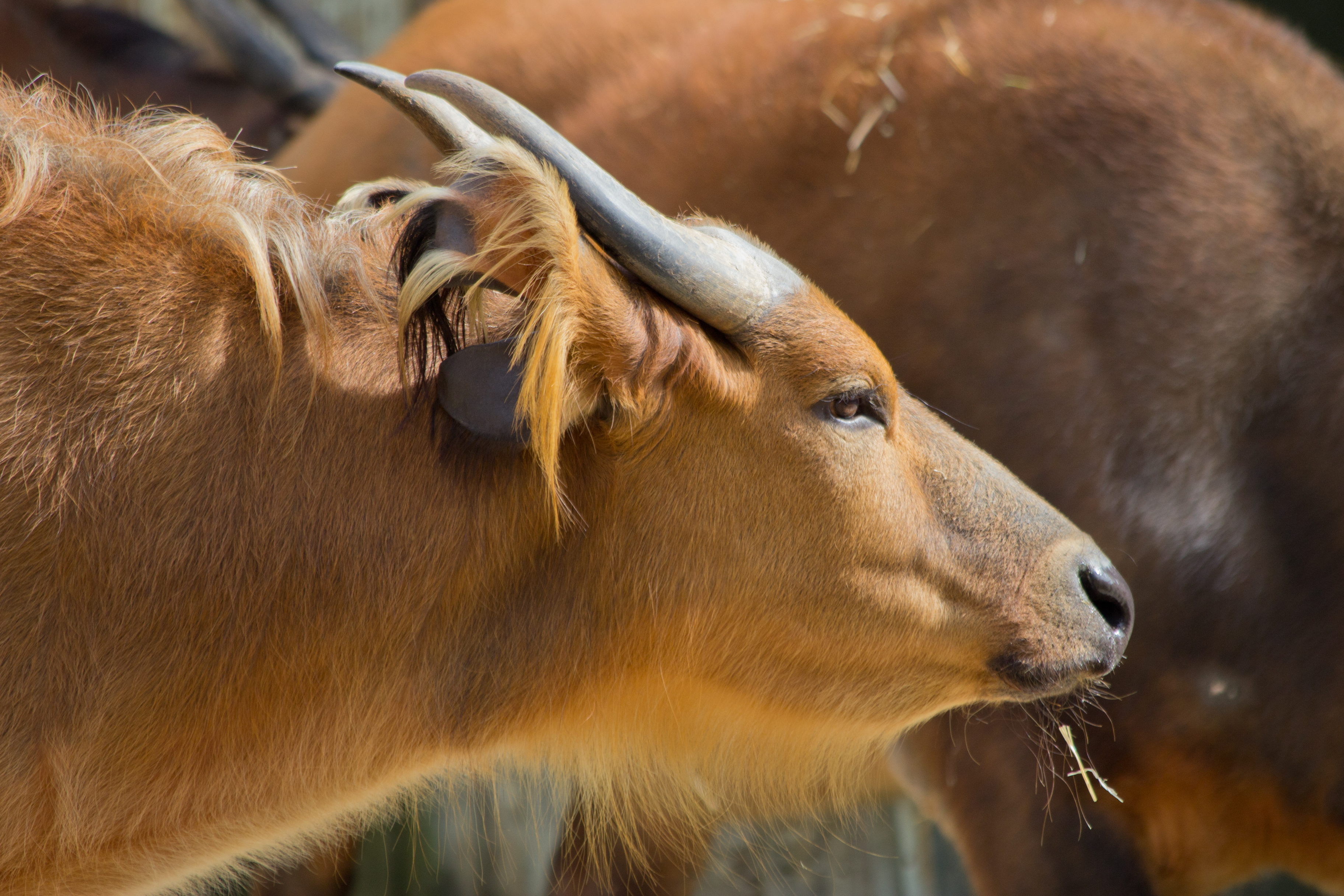
Nahaufnahme des Kopfes des Rotbüffels

Der Rotbüffel ist der kleinste Vertreter der afrikanischen Büffel (Syncerus). Er erreicht eine Kopf-Rumpf-Länge von 180 bis 220 cm, zuzüglich eines rund 60 bis 90 cm langen Schwanzes, und eine Schulterhöhe von 100 bis 130 cm. Das Körpergewicht der Tiere beträgt 265 bis 320 kg. Dadurch wirkt der Rotbüffel weniger massig als sein Verwandter, der Kaffernbüffel (Syncerus caffer). Individuen aus Westafrika sind im Durchschnitt etwas größer als solche aus Zentralafrika. Der Sexualdimorphismus erscheint weniger ausgeprägt als bei den anderen, eher offene Landschaften bewohnenden Vertretern von Syncerus. Das Fell besitzt eine vielfältige Schattierung, die von rötlich bis bräunlich reicht, teilweise treten schwarze Markierungen an den Beinen und an der Schulter auf. Es kommen gelegentlich aber auch vollständig schwarz gefärbte Individuen vor. Der Kopf ist robust, das Maul breit und die Nase nackt und feucht. Die Hörner sind kürzer als bei den anderen afrikanischen Büffeln, zudem zeigen sie nicht die typische seitliche Abwärtsbiegung. Vielmehr ragen die Hörner beim Rotbüffel schräg nach hinten auf, etwa in Fortsetzung der Stirnlinie. Sie sind dabei leicht nach außen gekrümmt, so dass sie eine Art Halbmond bilden. Die Länge der Hörner über die Krümmung gemessen ist größer als ihre Spannweite. Bei zentralafrikanischen Tieren erreichen sie eine Länge von 41 bis 69,0 cm bei einer Spannweite von 34,1 bis 65,5 cm. Bei westafrikanischen Tieren ist die Diskrepanz weniger deutlich entwickelt. Hier variiert die Hornlänge von 34,5 bis 72 cm, die Spannweite liegt zwischen 35,0 und 63,5 cm. Abweichend von den anderen afrikanischen Büffeln sind an der Hornbasis keine besonderen Verdickungen ausgebildet. Die langen und sehr prominenten Ohren fallen zusätzlich durch kräftige Fransen an der inneren Längsseite auf. Die Ohrmuschel ist außerdem dicht mit Haaren bewachsen, zwei Streifen aus langen, weißlichen Haaren verlaufen über die Ohrmuschel bis zu Ohrwurzel. Der Schwanz endet in einem auffälligen Quaste. Wie beim Kaffernbüffel fehlen Drüsen zum Absetzen von Sekreten.

### Schädel- und Gebissmerkmale
Der Schädel erreicht eine Gesamtlänge von 39,4 bis 49,2 cm und eine Breite am Warzenfortsatz des Schläfenbeins von 13,7 bis 27,6 cm. Wie bei den anderen afrikanischen Büffeln fehlt die Voraugengrube (Fossa praeorbitalis) und die Siebgrube (Fossa ethmoidalis). Das Gebiss besitzt die typische Anzahl der Zähne der Hornträger und weist somit folgende Zahnformel auf: {\displaystyle {\frac {0.0.3.3}{3.1.3.3}}}. Die Backenzähne sind hochkronig (hypsodont) und mit scharfen Zahnschmelzleisten ausgestattet.

## Verbreitung und Lebensraum

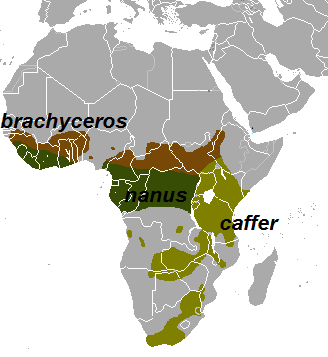
Verbreitungsgebiet (dunkelgrün) des Rotbüffels im Vergleich zu anderen Arten der Gattung Syncerus

Der Rotbüffel kommt in Zentral- und Westafrika vor, sein Verbreitungsgebiet ist mehr oder weniger zweigeteilt. Der Hauptteil reicht vom südlichen Nigeria, dem südlichen und zentralen Kamerun und dem Süden der Zentralafrikanischen Republik über weite Teile des Kongobeckens, einzelne Bestände im westlichen und zentralen Angola sind isoliert vom Hauptverbreitungsgebiet. Zuzüglich leben einzelne Populationen auf den Inseln von São Tomé und Príncipe, auf der Insel Bioko ist der Rotbüffel heute allerdings ausgestorben. Vom Hauptteil des Verbreitungsgebietes abgetrennt erstreckt sich das zweite Vorkommen entlang der Küste des weiteren westlichen Afrikas etwa von Guinea-Bissau bis ins südwestliche Ghana, möglicherweise sind die Tiere dort aber ebenfalls ausgestorben. Prinzipiell bewohnt der Rotbüffel die tropischen Regenwälder des Tieflandes. Die Gebiete zeichnen sich durch einen jährlichen Niederschlag von wenigstens 1500 mm aus. Dort bevorzugen die Tiere offene, grasreiche Areale wie Lichtungen, Wasserläufe oder anthropogene Waldöffnungen wie etwa Verbindungsstraßen. Sie sind dabei sowohl in den Regenwald-Savannen-Übergangszonen als auch in primären und sekundären Wäldern anzutreffen. Wälder mit geschlossenem Kronendach werden häufig gemieden. Nach Untersuchungen in den Küstengebieten des westlichen Gabuns gehören auch Gebüschlandschaften zum genutzten Habitat, dagegen sind Rotbüffel dort nicht in primären Wäldern anzutreffen. Im Dzanga-Ndoki-Nationalpark in der Zentralafrikanischen Republik halten sich die Herden häufig auf Lichtungen oder in Waldgebieten mit hohen Bäumen, aber nicht geschlossenem Kronendach auf. Die Populationsdichte ist aufgrund der Lebensweise in Wäldern schwer zu bestimmen, wird aber als eher gering angenommen. In den Küstengebieten Gabuns liegt sie in Sekundärwäldern mit Übergang zu offeneren Gebieten bei 0,43 bis 0,9 Individuen je Quadratkilometern, kann aber wie im Réserve de Faune du Petit Loango auf bis zu 1,75 Tiere je Quadratkilometer ansteigen. Im Campo-Ma’an-Nationalpark im südlichen Kamerun schwankt sie zwischen 0,01 Individuen auf einer vergleichbar großen Fläche in dichten Wäldern und 0,4 im Übergang zu offeneren Gebieten wie an Verbindungsstraßen. Mit bis zu 7,4 Tieren auf einem Quadratkilometer ist die Individuendichte in mosaikartigen Regenwald-Savannen-Gebieten im Lopé-Okanda-Schutzgebiet in Gabun dagegen vergleichsweise hoch, sie nimmt aber in den umliegenden Wäldern wieder stark ab und beträgt hier nur 0,4 Tiere auf einem Quadratkilometer.

## Lebensweise

### Territorialverhalten

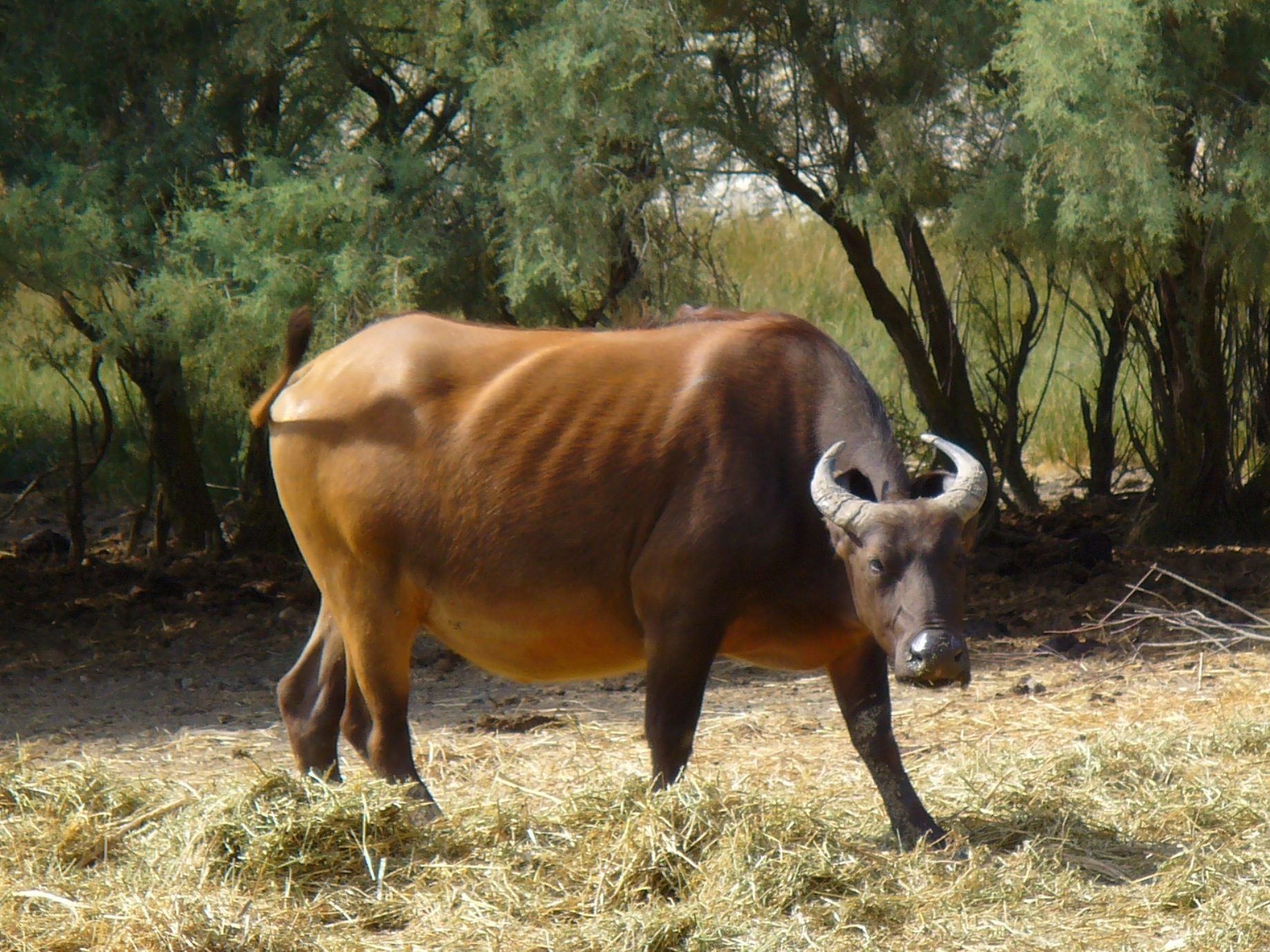
Ein Rotbüffel in der Réserve Africaine de Sigean, Frankreich

Allgemein ist die Lebensweise des Rotbüffels schwerer zu dokumentieren als die seiner Verwandten in den offenen Savannen. Wie diese lebt der Rotbüffel in Herden, die mit 3 bis 25 Individuen aber deutlich kleiner sind als die der Offenlandarten. Während einer länger andauernden Untersuchung im Zeitraum von 2002 bis 2004 im Dzanga-Ndoki-Nationalpark in der Zentralafrikanischen Republik wurde eine einzelne Herde beobachtet, die anfangs 16 Individuen umfasste, zwei Jahre später durch Geburten auf 24 angewachsen war. Bei einer anderen Studie in einem annähernd gleichen Zeitraum in einem 72 km² Areal im Lopé-Okanda-Schutzgebiet in Gabun wurden insgesamt 342 Rotbüffel dokumentiert, die 18 verschiedenen Herden mit Größen von 3 bis 24 Individuen angehörten. Die gesamtdurchschnittliche Herdengröße lag dabei bei 12 Tieren, wobei frühere Analysen in der gleichen Region nur 5,8 Tiere je Herde ermittelten. In der Regel setzt sich eine Herde aus mehreren Kühen mit ihren Jungtieren und einem oder zwei Bullen zusammen. An Rast- oder Ruheplätzen auf Lichtungen nimmt in der Regel der Bulle eine zentrale Position ein, während Kühe und Kälber eher im mittleren bis peripheren Bereich innerhalb der Herde zu finden sind, die genaue Lokalisierung eines Individuums in einer Herde hängt zumeist vom Alter und Geschlecht ab. Bei einer Rast in waldreicheren Gebieten streut die Herde weiter auseinander, was möglicherweise mit dem dichten Baum- und Buschstand zusammenhängt, die individuelle Position eines Tieres ist so schwerer zu bestimmen. Männliche Tiere sind selten auch allein anzutreffen, sie formen aber im Gegensatz beispielsweise zum Kaffernbüffel niemals Junggesellengruppen. Es wird angenommen, dass die eher geringe Gruppengröße als Fortpflanzungsvorteil in dichten Wäldern dient. Die Gruppengröße ist in der Regel stabil. Allerdings kommt es im Verlauf des Jahres teilweise zur Aufsplittung von vor allem größeren Herden. Diese daraus hervorgehenden Untergruppen bestehen aus wenigstens einem Weibchen und mehreren Jungtieren mit im Minimum 3 Individuen und vereinen sich zumeist nach nur wenigen Tagen wieder mit der Hauptgruppe. Sehr selten verlassen Herdenmitglieder ihre angestammte Gruppe vollständig und wechseln zu einer anderen über. Während der Zwei-Jahres-Studie im Lopé-Okanda-Schutzgebiet schloss sich lediglich ein weibliches Tier einer neuen, in diesem Fall kleineren Herde an. Das Phänomen tritt damit wesentlich seltener auf als beim Kaffernbüffel.
Die einzelnen Herden unterhalten Aktionsräume, die deutlich kleiner sind als bei den Büffeln der Savannen und Offenlande. Da die Bullen abweichend von den anderen afrikanischen Rindern in der Herde leben, deckt sich deren Revier vollständig mit dem der Herde. Im Dzanga-Ndoki-Nationalpark wurde der Aktionsraum für eine Herde mit 8 km² ermittelt, im Lopé-Okanda-Schutzgebiet variierten die Größen bei den 18 beobachteten Herden von 2,3 bis 7,64 km². Die Aktionsräume von benachbarten Herden überlappen sich dabei nicht. Ähnlich wie die Herde bleiben die Territorien relativ stabil und nehmen die gleiche Region mit den gleichen Rast- und Fressplätzen über mehrere Jahre ein. Sie schließen verschiedene Vegetationstypen ein, die von Wäldern über offene Landschaften wie Lichtungen und Savannenfragmente bis hin zu Feuchtgebieten wie Sümpfe oder Flussauen reichen und zumeist fleckenhaft verteilt sind. Wälder bedecken dabei weniger als 50 % der Fläche, der Anteil an offenen Bereichen nimmt mit der Herdengröße zu. Innerhalb der Aktionsräume nutzen die Tiere die verschiedenen Habitate recht unterschiedlich. Lichtungen und Savannenbereiche dienen zur Nahrungsaufnahme, während Wälder als Schutz gesucht und Feuchtgebiete zur Abkühlung genutzt werden. Die Weidegebiete liegen häufig nur wenige hundert Meter auseinander, sie werden von der Herde in einen Rotationssystem aufgesucht. Aufgrund dieser kurzen Distanzen legt die Herde täglich nur kurze Wegstrecken von 500 bis 1000 m zurück, die längste beobachtete Wanderung innerhalb eines Tages überbrückte etwa 4000 m. Es gibt eine gewisse jahreszeitliche Bevorzugung bestimmter Gebiete wie wasserreiche Landschaften in der Trockenzeit oder Wälder in der Regenzeit, ansonsten gibt es nur wenige Unterschiede in der jährlichen Nutzung.
Der Rotbüffel folgt den gleichen allgemeinen Aktivitätsmustern, die auch bei anderen Hornträgern feststellbar sind. So werden Phasen der Nahrungsaufnahme von solchen der Ruhe und des Wiederkäuen abgelöst. Beides findet sowohl tagsüber wie auch nachts statt, tagsüber verbringt der Rotbüffel etwa 38 % mit Ruhe und mehr als 30 % mit der Nahrungsaufnahme. Im Lopé-Okanda-Schutzgebiet fressen die Tiere überwiegend vormittags zwischen 09:30 und 12:00 Uhr. Auffällig ist, dass Kühe durchschnittlich länger weiden als Bullen. Die größte Hitze des Tages verbringen die Tiere mit Ruhe. Hierbei gehören unter anderem Schlammbäder zum Komfortverhalten. Interaktionen innerhalb der Herde beschränken sich häufig zwischen den Alttieren und ihren Nachwuchs. Submissives Verhalten wurde bisher nur selten beobachtet. Es besteht darin, dass das unterwürfige Tier seinen Kopf zwischen die Hinterbeine des dominanten steckt, ähnlich wie es beim Kaffernbüffel belegt ist.

### Ernährung
Über die Ernährung des Rotbüffels liegen nur wenige, spezifische Informationen vor, sein überwiegendes Vorkommen in den tropischen Regenwäldern lässt annehmen, dass Gräser als Nahrungspflanzen nicht ganz so dominant sind wie bei seinen Verwandten in den offenen Savannen. Im Campo-Ma’an-Nationalpark im südlichen Kamerun besteht die Hauptnahrung des Rotbüffels zu 43 % aus Süßgräsern, allein 15,1 % der Menge an aufgenommenen Gräsern wird durch Vertreter von Leptochloa gedeckt, weniger häufig durch solche von Chrysochloa, Otochloa oder Setaria. Neben Süßgräsern spielen mit rund 21 % Commelinagewächse wie etwa Palisota eine wichtige Rolle. Der Rest, knapp 33 %, umfasst überwiegend Kreuzblütler, Hülsenfrüchtler, Hanfgewächse, Weinrebengewächse und andere Zweikeimblättrige sowie Moose. Eine ähnliche Zusammensetzung der Nahrung zeigen Untersuchungen im Lopé-Okanda-Schutzgebiet in Gabun. Hier ernähren sich die Rotbüffel überwiegend von Süß- und Riedgräsern, während Pfeilwurzgewächse und Zweikeimblättrige den übrigen Teil ausmachen. Dabei sind jahreszeitliche Unterschiede feststellbar, da der prozentuale Anteil der Gräser mit rund 87 % in der Trockenzeit und rund 97 % in der Regenzeit deutlich variiert. Unter den Süßgräsern konnten unter anderem Leersia und Schizachyrium identifiziert werden. Die Studien zeigen auf, dass der Rotbüffel überwiegend an offenen Stellen wie Lichtungen weidet und Grasnahrung weitgehend bevorzugt. Ein Tier muss täglich etwa 6,5 kg Nahrung zu sich nehmen. Wie seine Offenlandverwandten ist der Rotbüffel ein sehr effizienter Graser, der mit einem breiten Maul und mobiler Zunge erhebliche Mengen auf einmal vertilgen kann.

### Fortpflanzung
Die Fortpflanzung des Rotbüffel wurde kaum untersucht, sie dürfte aber weitgehend den Charakteristiken bei den Büffeln der Offenlandschaften entsprechen. Während der Zwei-Jahres-Studie im Lopé-Okanda-Schutzgebiet wurde nur ein Paarungsakt beobachtet, der im August stattfand. Die Geburt des einzelnen Jungtiers trat dann im folgenden Juli ein, was eine Tragzeit von etwa 11 Monaten annehmen lässt. Für die Geburt entfernt sich das Muttertier von der Herde und kehrt wenige Tage später zurück, wenn das Kalb laufen kann. Neugeborene Kälber im gleichen Gebiet wurden vom August bis Dezember und vom März bis April registriert, womit die Fortpflanzung höchstwahrscheinlich nur wenig oder kaum jahreszeitlich gebunden ist. Von sechs Kälbern während der Zwei-Jahres-Studie im Lopé-Okanda-Schutzgebiet starben insgesamt vier noch vor dem vierten Monat, was einer Sterblichkeit von etwa 67 % entspricht. Während der anderen länger andauernden Untersuchung im Dzanga-Ndoki-Nationalpark wuchs eine Herde innerhalb von zwei Jahren durch acht Geburten von 16 auf 24 Individuen an. Jungtiere haben generell ein dichteres und rötlicheres Fell als Alttiere. Das Kalb verbleibt zumeist zwei Jahre beim Muttertier, der Zeitraum zwischen zwei Geburten kann mit wenigstens 16 Monaten angenommen werden. Die Lebenserwartung in freier Wildbahn beträgt etwa 18 bis 20 Jahre, das Höchstalter eines Rotbüffels in menschlicher Obhut betrug etwa 28 Jahre.

### Fressfeinde und Feindverhalten
Der Rotbüffel hat nur wenige Fressfeinde, gelegentlich erlegen Leoparden einzelne Tiere. Im Lopé-Okanda-Schutzgebiet erbrachten von 196 untersuchten Kothaufen des Beutegreifers nur 14 Reste des Rotbüffels, was einem Anteil von 7,1 % entspricht. Die konsumierte Biomasse erreicht dabei einen Anteil von 13 %. Großteils handelte es sich um Überreste von Jungtieren. In anderen Regionen des Verbreitungsgebiets des Rotbüffels wurde dieser nur äußerst selten als Opfer der Großkatze nachgewiesen. Möglicherweise hängt die stärkere Bejagung auch mit der höheren Populationsdichte der Hornträgerart in den Mosaiklandschaften des Schutzgebietes zusammen. Zum Feindverhalten gehören größere Gruppenbildungen beim Grasen oder in offenen Gebieten mit größerer Entfernung zu Waldrändern und ein engeres Zusammenrücken beim Wandern. Bei der Flucht führt die Gruppe in der Regel eine Kuh an, während der Bulle den Abschluss bildet.

### Parasiten
Parasiten und Krankheitserreger des Rotbüffels konnten bisher nur vereinzelt belegt werden, generell ist aber von einer vergleichbaren Anfälligkeit wie beim Kaffernbüffel und anderen Rindern auszugehen. Dies betrifft unter anderem die Maul- und Klauenseuche und die Tuberkulose, die aber aufgrund der in den Regenwaldgebieten nur wenig verbreiteten Hausrinder bisher beim Rotbüffel nicht nachgewiesen wurden. An äußeren Parasiten sind unter anderem Zecken der Gattungen Rhipicephalus und Amblyomma dokumentiert. Zu den inneren Parasiten zählen Fadenwürmer wie Carmyerius und Oozysten wie Eimeria. Darüber hinaus konnte mit Paramphistomum auch ein Vertreter der Saugwürmer anhand von Dungresten identifiziert werden.

## Systematik
Der Rotbüffel ist eine Art aus der Gattung Syncerus und der Familie der Hornträger (Bovidae). Die Gattung Syncerus schließt die afrikanischen Büffel ein, ihre nächsten Verwandten bilden die Asiatischen Büffel (Bubalus). Beide Gattungen zusammen formen die Untertribus der Bubalina innerhalb der Tribus der Bovini und der Unterfamilie der Bovinae. Laut molekulargenetischen Untersuchungen trennten sich die afrikanischen und die asiatischen Büffel im Oberen Miozän vor etwa 7,3 bis 5,1 Millionen Jahren.
Über einen langen Zeitraum bis zum Anfang des 21. Jahrhunderts hin wurde die Gattung Syncerus als monotypisch betrachtet. Sie enthielt damit als einzige Art den Kaffernbüffel (Syncerus caffer), der über weite Teile Afrikas verbreitet war. Innerhalb der Art unterschied man mehrere Unterarten, deren genaue Anzahl aber umstritten war, in zahlreichen moderneren Systematiken meist jedoch zwischen zwei und fünf schwankte. Der Rotbüffel stellte dabei eine von den meisten Forschern als eindeutig anerkannte Unterart des Kaffernbüffel dar. Eine Revision der Hornträger aus dem Jahr 2011, die von Colin Peter Groves und Peter Grubb durchgeführt wurde, erhob insgesamt drei weitere Unterarten auf Artniveau an. Neben dem Kaffernbüffel gelten demnach der Rotbüffel, der Sudan-Büffel (Syncerus brachyceros) und der Virunga-Büffel (Syncerus matthewsi) als eigenständige Arten. Eine fünfte, häufig angenommene Unterart, S. c. aequinoctialis, ist morphometrisch und forschungsgeschichtlich identisch mit dem Sudan-Büffel. Die Aufteilung der Gattung Syncerus in vier Arten ist aber nicht vollständig anerkannt. Der Kaffern- und der Rotbüffel sind anhand morphometrischer und äußerlicher Merkmale gut voneinander abtrennbar, sie repräsentieren zwei unterschiedliche Ökomorphotypen: der Kaffernbüffel als große, kräftige Art mit massigen Hörnern einen Savannentyp, der Rotbüffel als grazilerer Vertreter mit kleineren Hörnern einen Waldtyp. Die beiden anderen Arten, die die Offenlandschaften der Sahel und die Bergregionen Ostafrikas bewohnen, stehen in ihrem Aussehen eher intermediär zwischen diesen beiden.

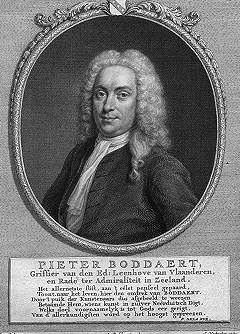
Pieter Boddaert

Die hohe morphologische Variationsbreite von Syncerus spiegelt sich nicht in einer genetischen Vielfalt wider, wie molekulargenetische Studien aufzeigen. Es lassen aber zwei deutlich voneinander getrennte Kladen erkennen, die einerseits die Populationen von West- und Zentralafrika (Rot- und Sudan-Büffel), andererseits die von Ost- und Südafrika betreffen (Kaffernbüffel). Sie unterscheiden sich um etwa 6,6 % ihres Erbgutmaterials, die Trennung der beiden Linien erfolgte im Mittleren Pleistozän vor etwa 450.000 bis 145.000 Jahren. Bemerkenswert ist dabei das vereinzelte Auftreten genetischer Merkmale der einen in der jeweiligen anderen Linie, was auf einen gewissen Genfluss in der Vergangenheit hindeutet. Die Größenordnung des Genflusses dürfte sich dabei in der Vermischung von durchschnittlich fünf Individuen je Generation belaufen. Möglicherweise kam es in der geologischen Vergangenheit zu einer Expansion beider Linien, die die Hybridisierung begünstigte, im Fall des Rotbüffels könnte dies mit einer Ausdehnung der Regenwälder unter feuchteren klimatischen Bedingungen während einzelner Abschnitte des Pleistozäns einhergegangen sein. Die Herkunft des Rotbüffels wird im Ergebnis der genetischen Studien aus den westafrikanischen Savannenformen von Syncerus vermutet, was sich möglicherweise auch in der speziellen Ernährungsweise der Art zeigt.
Die erste wissenschaftliche Benennung des Rotbüffels erfolgte im Jahr 1785 durch Pieter Boddaert, er verwendete die Bezeichnung Bos nanus. Boddaert gab als Herkunftsregion Marokko an. Das Typusmaterial umfasst ein Hornpaar, das bereits 1686 von Nehemiah Grew als Bestandteil der Sammlung des Gresham College in London vorgestellt worden war, im Jahr 1771 bildete Thomas Pennant die Hörner in seinem Werk Synopsis of Quadrupeds ab und bezeichnete das Tier als Dwarf Ox („Zwergochse“). Im Jahr 1792 wies Robert Kerr das gleiche Hornpaar der Art Bos pumilus zu und gab Azafie in Marokko als Herkunft an. Edward Blyth wiederum stellte im Jahr 1863 unter Zuhilfenahme des Typus-Hornpaares die Art Bos reclinis auf. Beide Namen gelten heute als synonym zu Syncerus nanus. Richard Lydekker meinte später, dass die Herkunft des Typusmaterials unbekannt sei, verwies aber auf das Kongobecken als eigentliches Verbreitungsgebiet des Rotbüffels. Er sah auch 1914 erstmals den Rotbüffel als Unterart des Kaffernbüffel an.

## Gefährdung und Schutzmaßnahmen
Der Rotbüffel wird von der IUCN als Unterart (Syncerus caffer nanus) geführt, der Gefährdungsstatus ist daher nur für alle Vertreter der Gattung Syncerus als „ungefährdet“ (least concern) angeben. In den 1990er Jahren wurde der Gesamtbestand des Rotbüffels auf etwa 60.000 Tiere geschätzt, von denen sich 75 % in geschützten Gebieten befanden. Seitdem ist der Gesamtbestand vermutlich stark zurückgegangen, aus einigen Ländern wie Liberia, der Elfenbeinküste, Ghana oder Togo ist die Art wahrscheinlich schon verschwunden. Ursachen für den Rückgang der Gesamtpopulation liegen vor allem in der extensiven Jagd für den Bushmeat-Markt. Allein in der im südwestlichen Gabun gelegenen Stadt Gamba wurden Ende der 1990er jährlich 54 Rotbüffel auf dem lokalen Markt angeboten, was einer Menge von 22,7 kg je Quadratkilometer und Jahr aus den umliegenden geschützten Gebieten entspricht. Von 30 angebotenen Tierarten auf dem Markt von Gamba stellte der Rotbüffel die vierthäufigste dar, was von Experten als nicht nachhaltig angesehen wird. Weitere negative Einflüsse entstehen durch den Raubbau an den tropischen Wäldern, aber auch durch länger anhaltende Trockenperioden. Die Größe der heutigen Population des Rotbüffels ist unbekannt, er ist aber in zahlreichen Naturschutzgebieten vertreten. Der Fortbestand der Art hängt vor allem von gut verwalteten Schutzgebieten ab, in denen ein Augenmerk auf Lichtungen oder mosaikartike Savannen-Wald-Areale gelegt wird, die den speziellen Nahrungs- und Lebensbedürfnissen der Tiere entsprechen.